# 西照川镇
西照川镇，是中华人民共和国陕西省商洛市山阳县下辖的一个乡镇级行政单位。
2015年，陕西省民政厅批复同意撤销石佛寺镇，将石佛寺社区居委会、黄泥河村、太阳关村、碾子坪村划归西照川镇。

## 行政区划
西照川镇下辖以下地区：
东川村、西川村、郑家庄村、南水河村、乔坪村、龙泉村、珍珠村、茶房村、晏坪河村、土城村、蛟沟村、黄泥河村、大洼岭村、碾子坪村、麻庄河村和太阳关村。